# Генрих I (король Франции)
Ге́нрих I (фр. Henri Ier; 4 мая 1008, Реймс, Франция — 4 августа 1060, Витри-о-Лож близ Орлеана, Франция) — король Франции c 1031 года, герцог Бургундии в 1016—1032 годах, представитель династии Капетингов.
Несмотря на довольно долгое правление, Генрих I относится к числу наименее известных королей в истории средневековой Франции — как из-за отсутствия современных ему биографов, так и из-за продолжавшегося и даже углублявшегося в течение его правления упадка королевской власти, проигрывавшей борьбу с крупной и средней феодальной знатью. Эта борьба стала основным делом короля Генриха, что отражает полученное им ещё при жизни и давно не употребляющееся латинское прозвище Municeps («Покоритель»). Хронист связывает возникновение этого прозвища с постоянными осадами замков, которыми король был занят всю свою жизнь.

## Биография

### Происхождение и юность
Генрих был вторым сыном короля Роберта II и его третьей жены Констанции Арльской и соответственно долгое время не рассматривался в качестве претендента на корону. Уже в 1016 году, когда Генриху было всего восемь лет, он стал номинальным герцогом Бургундским как компромиссная фигура, устраивавшая обе стороны конфликта: и Роберта, первоначально пытавшегося сделать Бургундию частью королевского домена, и местную знать, стремившуюся сохранить самостоятельность (вначале — под властью графа Отто Гильома). Старший брат Генриха Гуго Магнус в 1017 году был коронован отцом и стал его формальным соправителем, но спустя восемь лет погиб, не успев жениться. Любимцем королевы Констанции был её третий сын Роберт: именно его она хотела видеть на престоле. Королю пришлось преодолеть серьёзное сопротивление жены и части вассалов для того, чтобы объявить своим наследником именно Генриха. 14 мая 1027 года Генрих был наконец коронован в Реймсе.
Королева продолжила свои интриги. Видимо, из-за неё Генрих и Роберт в 1030 году подняли совместный мятеж против отца. Они бежали в Бургундию и заключили союз с мужем их сестры Рено Неверским, но вскоре примирились с королём.

### Борьба за престол
После смерти Роберта II 20 июля 1031 года королева Констанция начала открытую борьбу за утверждение на престоле Роберта. Её поддерживал могущественный граф Эд II де Блуа, чьи обширные владения охватывали королевский домен с двух сторон; союзниками Генриха были герцог Нормандии Роберт Дьявол, граф Анжу Фульк Нерра и граф Корбея Може Нормандский. Вначале Генрих потерпел поражение и бежал в Нормандию. Он прибыл в Фекан в сопровождении всего нескольких приближённых, но герцог Роберт принял его с почётом. С нормандским войском король смог вернуться в Париж, где договорился с младшим братом о примирении: Роберт отказался от претензий на корону, а взамен получил герцогство Бургундское. Королева Констанция вскоре умерла в ссылке в Мелёне (1032 год).
Положение Генриха в продолжавшейся войне с графом Блуа и Шампани, претендовавшим на Санс, улучшилось благодаря смерти бездетного бургундского короля Рудольфа III в 1032 году. Эд II Блуаский претендовал на наследство как племянник покойного, но Рудольф подписал за несколько лет до смерти договор о наследовании с императором Конрадом II. В этой ситуации Конрад и Генрих I стали естественными союзниками. В мае 1033 года они встретились в лотарингском Девиле и договорились о совместных действиях против Эда. Вторжение императора в Шампань в 1034 году заставило графа отказаться от претензий и на Санс, и на Бургундию.
Таким образом Генрих смог выиграть войну за престол, но только ценой серьёзных уступок князьям: он потерял обширное герцогство Бургундское, уступил нормандскому герцогу за его помощь южную часть Вексена, занимавшую крайне важное стратегическое положение, оставил неприкосновенным обширный территориальный комплекс, принадлежавший Блуаскому дому. При таких итогах войны он мог быть только «первым среди равных» в окружении своих номинальных вассалов.

### Нормандская политика
После смерти в 1035 году Роберта Дьявола, оставившего номинальную власть малолетнему сыну Вильгельму, в Нормандии началась феодальная анархия. Это открыло широкие возможности перед королём Генрихом, который мог усилить свои позиции, защищая юного вассала от мятежных баронов. Так, в 1047 году он сам привёл в Нормандию войско, чтобы помочь Вильгельму разгромить мятежников в битве при Валь-эс-Дюн. Король и герцог совместно боролись с экспансией в Мэне графа Анжуйского Жоффруа Мартела, угрожавшей им обоим.
Радикальный поворот произошёл в 1052 году. Герцог Вильгельм женился на дочери графа Фландрского, создав таким образом крайне опасный для земель короны союз двух княжеств и нарушив прямой запрет Реймсского собора 1049 года и стоявшего за ним императора — союзника французского короля. В этой ситуации Генрих заключил союз с Жоффруа Мартелом и начал поддерживать мятежников Верхней Нормандии. В 1053 году Вильгельм осадил восставших в Аркезе; Генрих двинулся на помощь осаждённым, но при Сент-Обине часть его войска была разгромлена. Тогда король отступил, дав Вильгельму возможность подавить мятеж.
В следующем году Генрих снова вторгся в Нормандию, на этот раз с союзными отрядами, присланными из Бургундии, Аквитании и Анжу, и снова отступил после поражения при Мортемере части своей армии, которой командовал его брат Эд. В 1057 году Генрих и Жоффруа разграбили Нормандию к западу от реки Орн; Вильгельм разбил их арьергард при Варавиле. В 1058 году Вильгельм вторгся в графство Дрё и взял Тийер-сюр-Авр и Тимер. Генрих попытался вытеснить Вильгельма, но осада Тимера затянулась на два года до смерти Генриха.

### Отношения с Германией
Первые 20 лет своего царствования Генрих был союзником императоров. Его первая жена, вероятно, была племянницей Генриха III. Однако в 1051 году Генрих I женился на дочери киевского князя Ярослава Мудрого Анне, войдя таким образом в систему антигерманских союзов. Отношения ещё больше обострились в 1052 году, когда монахи монастыря святого Эммерама в Регенсбурге объявили, что обрели мощи святого Дионисия, одного из небесных покровителей Франции. Эти мощи якобы были вывезены из земель западных франков императором Арнульфом во время одного из его походов. Генрих III, признав эту находку, мог считаться покровителем Западнофранкского королевства, что стало серьёзным ударом по престижу Капетингов.
Чтобы доказать, что регенсбургские мощи — фальшивка, Генрих I приказал открыть раку святого Дионисия в аббатстве Сен-Дени, а затем сам отправился в Баварию. Спор вокруг мощей смог уладить папа римский Лев IX, предложивший компромиссное решение: о мощах Дионисия Парижского было объявлено, что они не покидали Францию, а монастырь святого Эммерама «получил» двух новых святых — покойных регенсбургских епископов Эрхарда и Вольфганга.
Но отношения между Францией и империей и дальше оставались натянутыми. Во время личной встречи в 1056 году Генрих I даже обвинил Генриха III в том, что тот нарушает условия договора (вероятно, речь шла о ленной присяге, которую за несколько лет до того Тибо III де Блуа принёс Генриху III, хотя и был вассалом французской короны).
Возможно, в 1055 году Генрих организовал помолвку своего старшего сына Филиппа с дочерью императора Генриха III Юдит, но об этом сообщают только венгерские источники. Позже Юдит была выдана за Шаламона Венгерского.

### Ситуация в домене
При Генрихе I активно шло усиление баронов Иль-де-Франса, строивших каменные замки, за стенами которых они могли чувствовать себя совершенно независимыми правителями. Бароны вели войны друг с другом, притесняли соседние церковные общины и города и даже грабили путников, в результате чего торговые пути стали небезопасными — в том числе и в окрестностях Парижа. Король, потерпев ряд неудач в первой половине своего правления, последние десять лет фактически ничего не предпринимал против этих своих вассалов, не вмешиваясь также в развернувшуюся борьбу городов со своими сеньорами за коммунальные права.
Единственным успехом Генриха стала коронация его старшего сына Филиппа — традиционное для Капетингов средство передачи власти без участия крупных вассалов короны. Церемония прошла 23 мая 1059 года в Реймсе в присутствии всех князей Франции, кроме герцога Нормандского; Филиппу было тогда всего 7 лет.
В следующем году Генрих I умер.

### Семья
Первоначально Генрих был обручён с Матильдой Франконской, дочерью императора Священной Римской империи Конрада II, но брак не состоялся из-за преждевременной смерти невесты в 1034 году.
В 1034 году Генрих женился на Матильде Фризской, вероятно, дочери маркграфа Лиудольфа Фрисландского из династии Брунонов, который был единоутробным братом императора Генриха III; через год Матильда скончалась в результате неудачного кесарева сечения.
19 мая 1051 года в возрасте сорока трёх лет Генрих женился во второй раз — на Анне, младшей дочери Ярослава Мудрого (была известна во Франции как Анна Русская или Анна Киевская). Новую королеву привезли из дальних земель, потому что поблизости от Франции не было принцесс королевской крови, которые бы не состояли в слишком близком родстве с Генрихом, а церковь боролась с кровосмесительными браками. Бракосочетание состоялось в кафедральном соборе Реймса. От этого брака родились четверо детей.
- Филипп I (1052—1108), преемник Генриха на королевском престоле
- Роберт (1054—1063)
- Эмма (1055—1109)
- Гуго Великий (1057—1102), граф Вермандуа

### Роль в истории
Вся жизнь Генриха I прошла в бесконечных походах и осадах. Он был храбрым и неутомимым воином, но успех сопутствовал ему далеко не всегда. Королевская власть при нём продолжала слабеть на фоне усиления ряда вассалов — в первую очередь герцога нормандского. При этом Генрих продолжал вести явно нереалистичную внешнюю политику.

## Генрих I в художественной литературе
Генрих I — один из важных персонажей романа Антонина Ладинского «Анна Ярославна — королева Франции».